# Boulevard Lacordaire
Pour les articles homonymes, voir Lacordaire.
Le boulevard Lacordaire est une voie de l'île de Montréal (Québec).

## Situation et accès
Cette large artère d'orientation nord-sud de l'est de l'île de Montréal est désignée boulevard au nord de la rue Saint-Zotique dans les arrondissements Saint-Léonard et Montréal-Nord alors qu'entre la rue Saint-Zotique et le boulevard Rosemont, elle est encore connue sous l'appellation « Rue Lacordaire » dans l'arrondissement Mercier-Hochelaga-Maisonneuve. Au sud du boulevard Rosemont, son prolongement est la rue Dickson. Toutefois, un autre tronçon à caractère très résidentiel reprend à partir de la rue Pierre-Bédard jusqu'à sa fin au sud à la jonction de la rue Souligny et ce sous l'appellation Rue Lacordaire.

## Origine du nom
Son nom rend hommage au dominicain français Henri Lacordaire (1802-1861). Établis à Saint-Hyacinthe en 1873, les Dominicains s'établissent à la Pointe-aux-Trembles en 1898 et se voient confier la paroisse Notre-Dame-de-Grâce en 1901.

## Historique
Ouvert en 1911, il faut attendre le tout début des années 1960, pour que le boulevard se prolonge au nord de la rue Saint-Zotique, suivant ainsi la croissance démographique de cette partie de l'île de Montréal.

## Bâtiments remarquables et autres lieux d'importance
- Centre Leonardo da Vinci, un centre communautaire situé à Saint-Léonard. Établi en 2002[2], le centre offre des divers services en anglais, français et italien. Durant l'été, il organise un camp d'été nommé le Camp Allegria[3]. Le centre est aussi le domicile du Théâtre Mirella & Lino Saputo, un auditorium de 533 sièges qui reçoit des différents pièces de théâtre et concerts tout au long de l'année, et d'une salle d'entraînement[4],[5].
- Parc Wilfrid-Bastien, un parc public à Saint-Léonard qui comprend une aire de jeux, un petit lac avec un pont, un planchodrome et un mini-parc, entre autres équipements disponibles[6].
- Bibliothèque de Saint-Léonard, une bibliothèque publique à Saint-Léonard, offrant des livres et des autres médias pour jeunes et adultes[7].

## Source
- Ville de Montréal, Les rues de Montréal, Répertoire historique, Montréal, Méridien, 1995